# Campionati italiani assoluti di atletica leggera indoor 2012
I XLIII campionati italiani assoluti di atletica leggera indoor, organizzati dalla Federazione Italiana di Atletica Leggera,  si sono tenuti al Palaindoor di Ancona dal 25 al 26 febbraio 2012.

## Risultati

### Uomini
| Specialità                                                                              | Oro                                                                                              | Prestazione | Argento                                                                                          | Prestazione | Bronzo                                                                                   | Prestazione |
| Corse                                                                                   |                                                                                                  |             |                                                                                                  |             |                                                                                          |             |
| 60 m                                                                                    | Michael Tumi Centro Sportivo Aeronautica Militare                                                | 6"64        | Simone Collio Gruppi Sportivi Fiamme Gialle                                                      | 6"69        | Francesco Basciani Gruppi Sportivi Fiamme Gialle                                         | 6"73        |
| 400 m                                                                                   | Lorenzo Valentini Atletica Studentesca CA.RI.RI.                                                 | 46"88       | Isalbet Juarez Gruppo Sportivo Fiamme Oro                                                        | 47"17       | Marco Moraglio Polisportiva Rocco Scotellaro Matera                                      | 48"34       |
| 800 m                                                                                   | Giordano Benedetti Gruppi Sportivi Fiamme Gialle                                                 | 1'50"82     | Michele Oberti Atletica Bergamo 1959                                                             | 1'51"49     | Emiliano Nerli Ballati Easy Speed 2000                                                   | 1'51"56     |
| 1500 m                                                                                  | Merihun Crespi Centro Sportivo Esercito                                                          | 3'44"79     | Abdellah Haidane Nuova Atletica Fanfulla Lodigiana                                               | 3'44"79     | Marco Najibe Salami Centro Sportivo Esercito                                             | 3'45"51     |
| 3000 m                                                                                  | Abdellah Haidane Nuova Atletica Fanfulla Lodigiana                                               | 8'11"71     | Merihun Crespi Centro Sportivo Esercito                                                          | 8'12"00     | Marco Najibe Salami Centro Sportivo Esercito                                             | 8'12"11     |
| 60 m hs                                                                                 | Paolo Dal Molin Athletic Club 96                                                                 | 7"75        | Stefano Tedesco Gruppi Sportivi Fiamme Gialle                                                    | 7"95        | Carlo Giuseppe Redaelli Atletica Riccardi                                                | 8"01        |
| Marcia 5000 m                                                                           | Giorgio Rubino Gruppi Sportivi Fiamme Gialle                                                     | 19'22"80 ~  | Diego Cafagna Centro Sportivo Carabinieri                                                        | 20'12"19    | Riccardo Macchia Gruppo Sportivo Fiamme Oro                                              | 20'30"61    |
| Staffetta 4×1 giro                                                                      | Gruppi Sportivi Fiamme Gialle Diego Marani Francesco Basciani Francesco Patano Valerio Rosichini | 1'28"04     | Atletica Studentesca CA.RI.RI. Giovanni Albano Marco Valentini Andrea Bufalino Lorenzo Valentini | 1'28"68     | Atletica Riccardi Fabio Squillace Massimiliano Dentali Gabriele Buttafuoco Paolo Pistono | 1'28"83     |
| Corse                                                                                   |                                                                                                  |             |                                                                                                  |             |                                                                                          |             |
| Salto in alto                                                                           | Silvano Chesani Gruppo Sportivo Fiamme Oro                                                       | 2,31 m      | Marco Fassinotti Centro Sportivo Aeronautica Militare                                            | 2,26 m      | Filippo Campioli Centro Sportivo Esercito                                                | 2,26 m      |
| Salto con l'asta                                                                        | Claudio Stecchi Gruppi Sportivi Fiamme Gialle                                                    | 5,60 m      | Matteo Rubbiani Centro Sportivo Aeronautica Militare                                             | 5,50 m      | Marco Boni Centro Sportivo Aeronautica Militare                                          | 5,50 m      |
| Salto in lungo                                                                          | Fabrizio Donato Gruppi Sportivi Fiamme Gialle                                                    | 7,95 m      | Emanuele Catania Gruppi Sportivi Fiamme Gialle                                                   | 7,84 m      | Emanuele Formichetti Stato Maggiore Esercito DAR                                         | 7,78 m      |
| Salto triplo                                                                            | Andrea Chiari Atletica Riccardi                                                                  | 16,85 m     | Fabrizio Schembri Centro Sportivo Carabinieri                                                    | 16,71 m     | Stefano Magnini CUS dei Laghi - Atletica Varese                                          | 16,08 m     |
| Getto del peso                                                                          | Paolo Dal Soglio Centro Sportivo Carabinieri                                                     | 18,78 m     | Daniele Secci Gruppi Sportivi Fiamme Gialle                                                      | 18,48 m     | Marco Di Maggio Centro Sportivo Aeronautica Militare                                     | 18,24 m     |
| record dei campionati; record nazionale; record personale; record personale stagionale. |                                                                                                  |             |                                                                                                  |             |                                                                                          |             |

### Donne
| Specialità                                                                              | Oro                                                                                           | Prestazione | Argento                                                                                        | Prestazione | Bronzo                                                                             | Prestazione  |
| Corse                                                                                   |                                                                                               |             |                                                                                                |             |                                                                                    |              |
| 60 m                                                                                    | Audrey Alloh Gruppo Sportivo Fiamme Azzurre                                                   | 7"39        | Jessica Paoletta Centro Sportivo Esercito                                                      | 7"40        | Ilenia Draisci Centro Sportivo Esercito                                            | 7"49         |
| 400 m                                                                                   | Maria Enrica Spacca Gruppo Sportivo Forestale                                                 | 53"00       | Marta Milani Centro Sportivo Esercito                                                          | 53"83       | Elena Bonfanti Atletica Lecco Colombo Costruzioni                                  | 54"24        |
| 800 m                                                                                   | Elisa Cusma Centro Sportivo Esercito                                                          | 2'04"97     | Serena Monachino Easy Speed 2000                                                               | 2'08"03     | Elisabetta Artuso Gruppo Sportivo Forestale                                        | 2'08"21      |
| 1500 m                                                                                  | Elisa Cusma Centro Sportivo Esercito                                                          | 4'17"79     | Valentina Costanza Centro Sportivo Esercito                                                    | 4'20"07     | Giulia Viola Gruppi Sportivi Fiamme Gialle                                         | 4'20"75      |
| 3000 m                                                                                  | Silvia Weissteiner Gruppo Sportivo Forestale                                                  | 9'01"35     | Giulia Martinelli Gruppo Sportivo Forestale                                                    | 9'18"91     | Angela Rinicella Centro Sportivo Esercito                                          | 9'23"23      |
| 60 m hs                                                                                 | Veronica Borsi Gruppi Sportivi Fiamme Gialle                                                  | 8"18        | Giulia Pennella Centro Sportivo Esercito                                                       | 8"26        | Alessandra Feudatari Atletica Interflumina                                         | 8"49         |
| Marcia 3000 m                                                                           | Eleonora Anna Giorgi Gruppo Sportivo Fiamme Azzurre                                           | 12'53"14    | Federica Ferraro Centro Sportivo Aeronautica Militare                                          | 13'23"27 ~  | Serena Pruner Società Ginnastica Amsicora                                          | 13'29"23 ~ > |
| Staffetta 4×1 giro                                                                      | Gruppo Sportivo Forestale Gloria Hooper Maria Enrica Spacca Giulia Arcioni Martina Giovanetti | 1'36"40     | Centro Sportivo Esercito Ilenia Draisci Maria Benedicta Chigbolu Jessica Paoletta Marta Milani | 1'38"85     | Atletica Camelot Michela D'Angelo Martina Fugazza Roberta Colombo Eleonora Sirtoli | 1'40"65      |
| Concorsi                                                                                |                                                                                               |             |                                                                                                |             |                                                                                    |              |
| Salto in alto                                                                           | Raffaella Lamera Centro Sportivo Esercito                                                     | 1,89 m      | Chiara Vitobello Atletica Camelot                                                              | 1,85 m      | Enrica Cipolloni Gruppo Sportivo Fiamme Oro                                        | 1,85 m       |
| Salto con l'asta                                                                        | Anna Giordano Bruno Assindustria Sport Padova                                                 | 4,30 m      | Giorgia Benecchi Centro Sportivo Esercito                                                      | 4,20 m      | Roberta Bruni Atletica Studentesca CA.RI.RI.                                       | 4,10 m       |
| Salto in lungo                                                                          | Teresa Di Loreto Gruppo Sportivo Fiamme Azzurre                                               | 6,17 m      | Francesca Paiero Atletica Brugnera Friulintagli                                                | 6,12 m      | Ottavia Cestonaro Atletica Vicentina                                               | 6,08 m       |
| Salto triplo                                                                            | Simona La Mantia Gruppi Sportivi Fiamme Gialle                                                | 14,05 m     | Eleonora D'Elicio Gruppo Sportivo Fiamme Azzurre                                               | 13,35 m     | Cecilia Pacchetti Centro Sportivo Esercito                                         | 13,02 m      |
| Getto del peso                                                                          | Julaika Nicoletti Gruppo Sportivo Forestale                                                   | 17,04 m     | Elena Carini Centro Sportivo Esercito                                                          | 15,33 m     | Serena Capponcelli CUS Pisa Atletica Cascina                                       | 15,10 m      |
| record dei campionati; record nazionale; record personale; record personale stagionale. |                                                                                               |             |                                                                                                |             |                                                                                    |              |